# Nimboa asadeva
Nimboa asadeva är en insektsart som beskrevs av Hubert Rausch och Horst Aspöck 1978. Nimboa asadeva ingår i släktet Nimboa och familjen vaxsländor. Inga underarter finns listade i Catalogue of Life.